# Scopula puellaria
Scopula puellaria är en fjärilsart som beskrevs av Jean Baptiste Boisduval 1840. Scopula puellaria ingår i släktet Scopula och familjen mätare. Inga underarter finns listade.